# عقاب تاج‌دار
عقاب تاج‌دار (نام علمی: Stephanoaetus coronatus) پرندهٔ شکاری بزرگی از خانوادهٔ بازان است. این عقاب بیشتر در درختزارهای کنار رودخانه‌ها و جنگل‌ها زندگی می‌کند. عقاب تاج‌دار تنها گونهٔ بازمانده از سردهٔ Stephanoaetus است. عقاب تاج‌دار خویشاوندی هم در ماداگاسکار داشت که پس از ورود انسان به این جزیره منقرض شد.
عقاب تاج‌دار یکی از بزرگ‌ترین انواع عقاب و در کنار عقاب جنگی بزرگ‌ترین عقاب آفریقایی است. دست‌کم ۹۰ درصد غذای عقاب تاج‌دار را پستانداران تشکیل می‌دهند. مهم‌ترین شکارهای این پرنده سم‌داران کوچک (همچون غزالک)، موش‌آهو و خرگوش کوهی صخره و میمون‌های کوچک هستند. پرندگان و مارمولک‌های بزرگ نیز از دیگر شکارهای عقاب تاج‌دار هستند.